# Coleopsis archaica
Coleopsis archaica (лат.) — вид вымерших жуков из подотряда Protocoleoptera, единственный в составе рода Coleopsis и семейства колеопсид:67 (Coleopsidae). Европа, Германия (Grugelborn/Saarland), отпечатки возрастом около 295 млн лет, пермский период (ассельский или нижний сакмарский век).
Рассматривается одним из древнейших представителей своего отряда (некоторые более древние виды лишь условно относят к жукам). Мелкие жуки, длина тела 7,8 мм, ширина 2,8 мм. Длина надкрылий 6,3 мм. Скутеллюм мелкий и треугольный.
Характеризуется удлинённым телом, уплощённым сверху и снизу, расширенной кпереди переднеспинкой, выступающим из-под лба лабрумом. Надкрылья отличаются отогнутыми краями, которые имеют почти достигающую вершин жилку Sc, которая разветвляется в дистальной половине R, единый ствол жилок CuA+M разделяется на CuA и M у середины, жилка CuP сливается с первой анальной жилкой у основания надкрылий, а анальные жилки приближаются к шву в передней части надкрылий. Надкрылья характеризуются двумя ветвями RP. Ячейки надкрылий весьма мелкие и беспорядочные.
При описании в 2013 году авторы поместили род Coleopsis в семейство чекардоколеид (Tshekardocoleidae), но уже в 2016 году выделили его в отдельное семейство Coleopsidae.
В 2022 году включены в подотряд †Alphacoleoptera.